# Bebryce cactus
Bebryce cactus är en korallart som beskrevs av Bayer 1994. Bebryce cactus ingår i släktet Bebryce och familjen Plexauridae. Inga underarter finns listade i Catalogue of Life.